# Ovidijus Vyšniauskas
Ovidijus Vyšniauskas (født 19. marts 1957) er en litauisk sanger og musiker. Internationalt er han bedst kendt som Litauens debutant ved Eurovision Song Contest 1994, hvor hans sang ikke formåede at score ét eneste point, fra de 24 lande der kunne stemme på ham. Dette gav Litauen den værste debut nogensinde for et ESC-land, og de vendte først tilbage til konkurrencen 5 år senere.